# 玉日女命
玉日女命（たまひめのみこと）は、日本神話に登場する神。

## 概要
『出雲国風土記』にのみ見られ、仁多郡の条において一度だけ登場する。
以下の「恋山（したいやま）」説話が有名である。
玉日女命は仁多郡は阿伊の村に住んでいたが、玉日女を恋い慕ったサメが川を遡りやってきた。これを嫌がった玉日女命が石で川を塞いでしまったので、サメは玉日女命に会うことができなくなった。ゆえにこの山を恋山という。
現在では恋山は「鬼の舌震（おにのしたぶるい）」と呼ばれ、島根県の名勝の一つとなっている。
神名の「玉」は古来、女神の巫女的性格を表していたとされ、そこから恋山の女神である玉日女命が山の神の巫女として信仰されていたとする説もある。

## 玉日女命を祭神とする神社
- 大原神社（島根県仁多郡奥出雲町）
- 玉日女神社（島根県仁多郡奥出雲町）